# 阿馬
阿馬（英語：Armagh，/ɑːrˈmɑː/ ar-MAH, IPA：[ˌaːɾˠd̪ˠ ˈwaxə]），英國北愛爾蘭阿馬郡阿馬區的城市，北愛爾蘭五座城市之一。羅馬天主教和聖公會的全愛爾蘭主教長、阿馬總主教均駐此，設有天主教聖巴特利爵主教座堂和聖公會聖派翠克座堂。
儘管被列為中型城鎮，但伊麗莎白二世女王還是在1994年將阿馬授予城市地位。在2011年人口普查中，它的人口為14,777人，使它成為北愛爾蘭人口最少的城市，以及英國人口最少的城市排名第五。

## 外部連結
1. ↑  . Northern Ireland Neighbourhood Information Service.   [20 February 2016]. （原始内容存档于2016-03-04）.
2. ↑  . Northern Ireland Statistics and Research Agency (NISRA).   [15 April 2019]. （原始内容存档于2021-11-04）.